# Sesioctonus
Sesioctonus är ett släkte av steklar. Sesioctonus ingår i familjen bracksteklar.

## Dottertaxa tillSesioctonus, i alfabetisk ordning[1]
- Sesioctonus acrolophus
- Sesioctonus amazonensis
- Sesioctonus ammosakron
- Sesioctonus analogus
- Sesioctonus areolatus
- Sesioctonus ariasi
- Sesioctonus armandoi
- Sesioctonus biospleres
- Sesioctonus boliviensis
- Sesioctonus brasiliensis
- Sesioctonus chaconi
- Sesioctonus chrestos
- Sesioctonus clavijoi
- Sesioctonus diazi
- Sesioctonus dichromus
- Sesioctonus dominicus
- Sesioctonus eumenetes
- Sesioctonus galeos
- Sesioctonus garciai
- Sesioctonus grandis
- Sesioctonus kompsos
- Sesioctonus longinoi
- Sesioctonus miyayensis
- Sesioctonus parathyridis
- Sesioctonus peruviensis
- Sesioctonus philipi
- Sesioctonus qui
- Sesioctonus stephaniai
- Sesioctonus susanai
- Sesioctonus theskelos
- Sesioctonus torresi
- Sesioctonus venezuelensis